# Erick Gutiérrez
Erick Gabriel Gutiérrez Galaviz (* 15. Juni 1995 in Ahome, Sinaloa) ist ein mexikanischer Fußballspieler, der vorwiegend im Mittelfeld agiert. Er steht seit Juli 2023 beim mexikanischen Verein Deportivo Guadalajara unter Vertrag.

## Leben

### Verein
Gutiérrez stammt aus der Nachwuchsabteilung des CF Pachuca, bei dem er auch seinen ersten Profivertrag erhielt.
Für die erste Mannschaft der Tuzos kam er erstmals in einem am 25. September 2013 ausgetragenen Pokalspiel bei den Tiburones Rojos Veracruz (1:4) zum Einsatz. Sein Debüt in der mexikanischen Liga gab er am 26. Oktober 2013 in einem Heimspiel gegen den CD Cruz Azul, das torlos endete. Noch immer in Diensten des CF Pachuca, gewann er mit den Tuzos in der Clausura 2016 den mexikanischen Meistertitel. Im Alter von 20 Jahren wurde Gutíerrez zum Kapitän Pachucas bestimmt.
Am 30. August 2018 wechselte er zum niederländischen Spitzenverein PSV Eindhoven. Bei Eindhoven trifft er auf seinen Landsmann Hirving Lozano, mit welchem er bis Sommer 2017 bei Pachuca zusammenspielte.

### Nationalmannschaft
Im Jahr 2015 bestritt Gutiérrez alle drei Spiele der mexikanischen U-20-Nationalmannschaft, die diese bei der U-20-Fußball-Weltmeisterschaft 2015 bestritt, als „El Tri“ bereits nach der Vorrunde ausschied.
2016 gehörte Guzmán zum Aufgebot der mexikanischen U-23-Auswahl, die Mexiko beim olympischen Fußballturnier vertrat und ebenfalls nach der Vorrunde abreisen musste.
Am 12. Oktober 2016 kam Gutiérrez in einem Testspiel gegen Panama (1:0) erstmals für die mexikanische A-Nationalmannschaft zum Einsatz.
Er war außerdem Teil der mexikanischen Auswahl, welche das Land bei der Weltmeisterschaft 2018 in Russland vertrat. Gutíerrez kam bei der WM jedoch zu keinem Einsatz.

## Erfolge
- CONCACAF Champions League: 2016/17
- Mexikanischer Meister: Clausura 2016
- CONCACAF Gold Cup: 2019
- Niederländischer Pokalsieger: 2023